# Погожая Криница
Погожая Криница (укр. Погожа Криниця) — село, Погожекриницький сельский совет, Роменский район, Сумская область, Украина.
Код КОАТУУ — 5924187601. Население по переписи 2001 года составляло 526 человек.
Является административным центром Погожекриницького сельского совета, в который также входят сёла Галенково, Розумаково, Яковенково и Степурино.

## Географическое положение
Село Погожая Криница — расположено в 15 км от районного центра и железнодорожной станции Ромны.
Поблизости села Погожая Криница находятся: села Степурино, Разумаково, Червоногвардейское, Зюзюки, Малое, Кузьменково, Зарудье, Зиново, Кашпуры, Великое, Яковенково, Бойково.
По селу протекает пересыхающий ручей с тремя большими запрудами.
Рядом проходит автомобильная дорога Т-1913.

## История
- Село Погожая Криница известно с 1886 года.
- Первоначальное название села — Мазуряччина. Это было владение помещика Мазуряки.
- Название Погожая Криница село приобрело благодаря колодцу (кринице), воду из которого возили для богатых жителей города Ромны.
- В селе Погожая Криница находится центральная усадьба колхоза им. Тельмана, за которым закреплены 6768 га сельскохозяйственных угодий, в том числе 6185 га пахотной земли. В хозяйстве выращиваются зерновые и технические культуры, развито молочно-мясное животноводство. За высокие показатели в колхозном производстве 61 человек награждён орденами и медалями СССР, в том числе орденом Трудового Красного Знамени — комбайнер П. И. Куница.
- Есть средняя школа (18 учителей, 186 учащихся), клуб с залом на 200 мест, библиотека с книжным фондом 11 625 экземпляров, мастерская бытового обслуживания населения, отделение связи, четыре магазина.
- На фронтах Великой Отечественной войны сражались с врагом 238 жителей Погожей Криницы, 87 из них награждены орденами и медалями СССР. 112 погибли смертью храбрых. Уроженцу села П. Р. Романчуку присвоено звание Героя Советского Союза. В селе установлен памятник советским воинам — освободителям села от немецко-фашистских захватчиков и местным жителям, отдавшим жизнь за Родину.

## Экономика
- ЗАО «им. Тельмана».

## Объекты социальной сферы
Есть средняя школа (18 учителей, 186 учащихся), клуб с залом на 200 мест, библиотека с книжным фондом 11 625 экземпляров, мастерская бытового обслуживания населения, отделение связи, четыре магазина.

## Известные люди
- Бут, Николай Яковлевич (1928—1989) — народный художник РСФСР (1980), заслуженный деятель искусств Чечено-Ингушской АССР (1982), лауреат Государственной премии УССР имени Т. Г. Шевченко за диораму «Битва за Днепр» (1979), один из ведущих мастеров Студии военных художников им. Б. М. Грекова.
- Романчук, Павел Родионович — Герой Советского Союза, уроженец села Погожая Криница.